# John Biller
John Arthur Biller (ur. 14 listopada 1877 w Newark, zm. 26 marca 1934 w Nowym Jorku) – amerykański lekkoatleta specjalizujący się w skoku wzwyż, skoku w dal oraz w rzucie dyskiem, dwukrotny uczestnik letnich igrzysk olimpijskich (Saint Louis 1904, Londyn 1908), dwukrotny medalista olimpijski: srebrny z Londynu w skoku wzwyż z miejsca (wspólnie z Konstandinosem Tsiklitirasem) oraz brązowy z Saint Louis w skoku w dal z miejsca.

## Sukcesy sportowe
| Rok  | Miasto      | Zawody               | Konkurencja                                            | Wynik                               |
| ---- | ----------- | -------------------- | ------------------------------------------------------ | ----------------------------------- |
| 1904 | Saint Louis | Igrzyska olimpijskie | skok w dal z miejsca skok wzwyż z miejsca rzut dyskiem | brązowy medal 4. miejsce 5. miejsce |
| 1908 | Londyn      | Igrzyska olimpijskie | skok wzwyż z miejsca skok w dal z miejsca              | srebrny medal 4. miejsce            |

## Rekordy życiowe
- skok wzwyż z miejsca – 1,55 (1908)
- skok w dal z miejsca – 3,26 (1904)